# Micro Focus International
Micro Focus International plc fundada en 1976 es una empresa multinacional dedicada al negocio de las tecnologías de la información y el software, con sede en la ciudad inglesa de Newbury actualmente liderada por Kevin Loosemore. La empresa provee de software y servicios de consultoría a clientes para actualizar sus sistemas heredados a plataformas más modernas, así como para cubrir el ciclo de vida y calidad de sus aplicaciones. Micro Focus cotiza en la Bolsa de Londres y forma parte del índice FTSE 250.